# Bente Klarlund Pedersen
Bente Klarlund Pedersen (født 8. november 1956 på Frederiksberg, i medierne omtales hun ofte uden efternavnet som Bente Klarlund) er en dansk sundhedsforsker, professor i integrativ medicin ved Københavns Universitet, speciallæge i infektionsmedicin og intern medicin og overlæge på Rigshospitalet. Hun har især gjort sig gældende inden for forskning i sammenhængen mellem motion og immunsystemet samt motion til sygdomsbehandling.
Hun har været direktør for Danmarks Grundforskningsfondscenter for Inflammation og Metabolisme, og er nu direktør for TrygFondens Center for Aktiv Sundhed på Rigshospitalet.
I februar 2015 fik Pedersen medhold i Østre Landsret efter at være kommet under anklage for at have handlet videnskabeligt uredeligt i forbindelse med Penkowa-sagen. Ifølge kendelsen fandt domstolen intet belæg for anklagerne om videnskabeligt uredelighed.

## Uddannelse
Pedersen blev cand.med. i 1983, specialist i infektionssygdomme i 1995 og året efter specialist i intern medicin. Hun besluttede at være forsker i sit fjerde studieår, efter at hun blev inspireret af en forelæsning af lektor Bodil Norrild, der fortalte om en mulig sammenhæng mellem herpesvirus og cancer.

## Forskningsbidrag
Pedersen identificerede som den første et protein, IL-6, der bliver produceret og frigivet fra muskler under fysisk aktivitet. Herudover har hun bidraget til at vise, at muskel-IL6 har antiinflammtorisk effekt, og derved spiller en omfattende rolle i stofskiftet ved fysisk aktivitet.
I 2003 indførte Pedersen udtrykket ”myokiner”, defineret som proteiner, der frigives og secerneres fra musklen, og der er i dag identificeret flere hundrede myokiner, der antages at spille en rolle i kommunikationen mellem muskler og andre organer.
I 2013 bidrog Pedersen med at identificere muskler som et endokrint organ.

## Populærvidenskabeligt arbejde
Pedersen har en betydelig populærvidenskabelig produktion.
Hun har sin egen brevkasse i Politiken, hvor hun skriver om sundhedsvidenskabelige emner,
og hun har skrevet flere populærvidenskabelige bøger, blandt andet Recept på motion. Motion som forebyggelse fra 2004,
Sandheden om sundhed — få styr på dit KRAM - kost, rygning, alkohol, motion - sund livsstil, der gør dig 14 år yngre fra 2010
og Elsk at løbe — med maratonbogen med Tor Rønnow.
Pedersen modtog Rosenkjærprisen i 2010 for sin evne til "at formidle et svært tilgængeligt videnskabeligt emne": resultaterne af sundhedsforskning,
og ved en opgørelse i 2021 var hun den mest citerede kvindelige ekspert i danske medier.

## Penkowa-sag
Pedersen skrev flere videnskabelige artikler sammen med Milena Penkowa, og flere af dem som såkaldt ledende seniorforfatter.
Da Penkowas forskning kom under granskning for videnskabelig uredelighed, blev også Pedersens rolle undersøgt, og i et udkast til en afgørelse skrev Udvalgene Vedrørende Videnskabelig Uredelighed (UVVU), at Pedersen havde begået "alvorlige brud på god videnskabelig praksis" i 8 artikler.
Til gengæld angreb Pedersen via sin advokat UVVU og Uddannelsesministeriet med en juridisk spidsfindighed: Beskikkelsesperioden for UVVU-medlemmerne var undtagelsesvis
forlænget af ressourcemæssige grunde til den store Penkowa-sag. Pedersens advokat mente ikke denne forlængelse var lovlig,
og i oktober 2013 stævnede Pedersen Uddannelsesminister Morten Østergaard og UVVU.
Blandt UVVU's kritikpunkter var, at samme biopsimateriale var blevet genbrugt som data i på tværs af flere Penkowa-artikler uden angivelse af overlappet med krydsreference. Pedersen kritiserede dette anklagepunkt med, at det var gængs praksis at anvende samme data til at teste nye hypoteser, og at man ikke krydsrefererede i sådanne tilfælde.
I denne vurdering fik hun støtte fra Rigshospitalets professor ved Hæmatologisk Klinik Niels Borregaard.
Også advokaten Jens Ravnkilde støttede Pedersen. Han påpegede, at UVVU ikke henviste til nogen standard vedrørende brug af krydshenvisninger i tilfælde som Pedersens. Han mente også, at UVVU ved at offentliggøre kendelsen brød Straffeloven med hensyn til æreskrænkelse.
I forlængelse af sagen meldte Ravnkilde i første omgang 44 andre sundhedsvidenskabelige forskere til UVVU. Anmeldelsen var baseret på eksempler på tilsvarende datagenbrug uden krydshenvisning som lignede Pedersens sag.
Listen var oprindeligt udarbejdet af Klarlund Pedersen og hendes advokat som høringssvar og omfattede blandt andet Niels Erik Skakkebæk, Jens Rehfeld, Henrik Galbo og Ulla Feldt-Rasmussen, — kritikere af Pedersen eller UVVU-medlem.
Senere udvidede Ravnkilde sin anmeldelse så han i alt havde indklaget 108 forskere for UVVU for uoplyst genbrug af materiale.
I 2014 tog UVVU Pedersens sag op igen. Det var efter, at to videnskabelige tidsskrifter ikke fandt uredelighed i to af Klarlund Pedersens artikler udgivet i tidsskrifterne, som UVVU ellers havde vurderet som uredelige.
Ved en afgørelse den 28. august 2014 fastholdt UVVU afgørelsen om Pedersens ansvar som seniorforfatter.
Afgørelsen blev kritiseret af Jacob Rosenberg, det danske medlem af Vancouver-gruppen, der anså UVVU for at have misforstået Vancouver-reglerne.
I december 2014 begyndte en principiel retssag ved Østre Landsret efter Klarlund Pedersen havde stævnet UVVU og det blev dermed den første sag om videnskabelig uredelighed i Danmark der kom for en domstol.
Den 18. februar 2015 gav Østre Landsret Bente Klarlund Pedersen medhold i at hun ikke havde handlet videnskabeligt uredeligt.
Sagen medførte af Pedersen valgte at trække sig fra Novo Nordisk Fondens Natur- og Lægevidenskabelige Komite.